# Moradisaurus grandis
Il moradisauro (Moradisarus grandis) è un rettile estinto, appartenente ai captorinidi. Visse nel Permiano superiore (circa 270 milioni di anni fa) e i suoi resti fossili sono stati ritrovati in Niger.

## Descrizione
Questo animale era di dimensioni piuttosto grosse, soprattutto in relazione agli altri animali simili: poteva raggiungere una lunghezza di circa 2 metri. Il corpo era piuttosto largo e massiccio, munito di quattro zampe robuste ai lati del corpo, che permettevano a Moradisaurus di camminare sulla terraferma.
Il cranio era molto largo, di forma più o meno triangolare, e possedeva una notevole caratteristica: mascella e mandibola presentavano vere e proprie batterie dentarie, costituite da centinaia di piccoli denti a punta smussata posti molto vicini fra loro. I denti anteriori, invece, erano a forma di scalpello e sporgevano anteriormente. La mandibola era caratterizzata da una piastra dentaria estremamente estesa lingualmente, che sosteneva una piattaforma dentale con tre file di denti in posizione linguale. Era presente un osso mentomeckeliano, il primo conosciuto in un rettile paleozoico. 

## Classificazione
I fossili di Moradisaurus vennero descritti per la prima volta nel 1982, e provengono dalla formazione Moradi, nella zona desertica del Niger sopra Agadez. Moradisaurus era un appartenente ai captorinidi, un gruppo di rettili primitivi forse antenati dei più evoluti diapsidi, i cui fossili sono stati ritrovati principalmente in Nordamerica, Europa e Asia. All'epoca della sua scoperta, Moradisaurus era l'unico tetrapode del Permiano ad essere stato trovato nella zona centrale della Pangea.
Tra i captorinidi, Moradisaurus occupava una posizione piuttosto evoluta (derivata) a causa delle specializzazioni dentarie. Dà il nome alla sottofamiglia Moradisaurinae, in cui vengono inclusi i captorinidi più specializzati (come Labidosaurus). Sembra che Moradisaurus formasse un clade di moradisaurini comprendente anche Rothianiscus e Gansurhinus, e che Captorhinikos fosse il membro più basale della sottofamiglia.

## Paleobiologia
Moradisaurus doveva essere un animale erbivoro, che tagliava le foglie delle piante con i denti anteriori simili a scalpelli e le sminuzzava con i denti posteriori smussati. L'ambiente in cui viveva Moradisaurus, nel Permiano superiore, non era desertico, ma era dominato da zone paludose e rigogliose di vegetazione. Tra gli altri animali presenti, sono da ricordare anfibi arcaici (Saharastega, Nigerpeton), grandi pareiasauri (Bunostegos) e i carnivori gorgonopsi.